# Lyrodus auresleporis
Lyrodus auresleporis is een tweekleppigensoort uit de familie van de Teredinidae. De wetenschappelijke naam van de soort is voor het eerst geldig gepubliceerd in 1975 door Munari.